# Artilerie de câmp

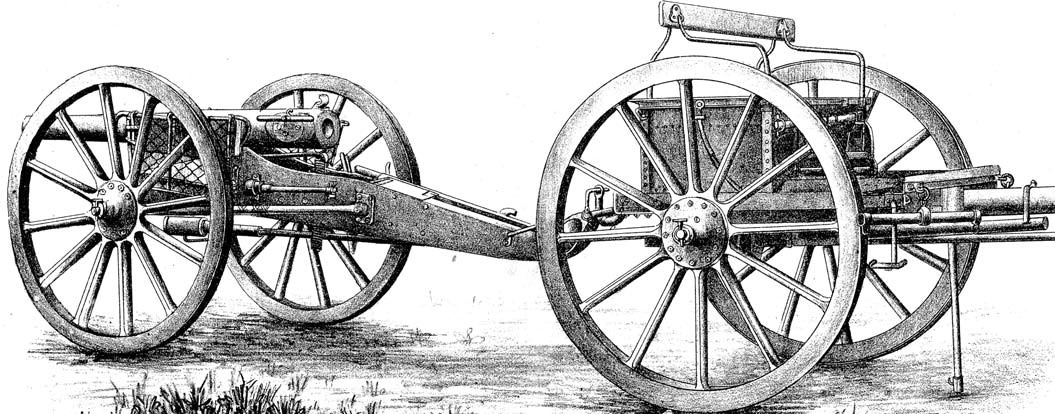
Tun de câmp

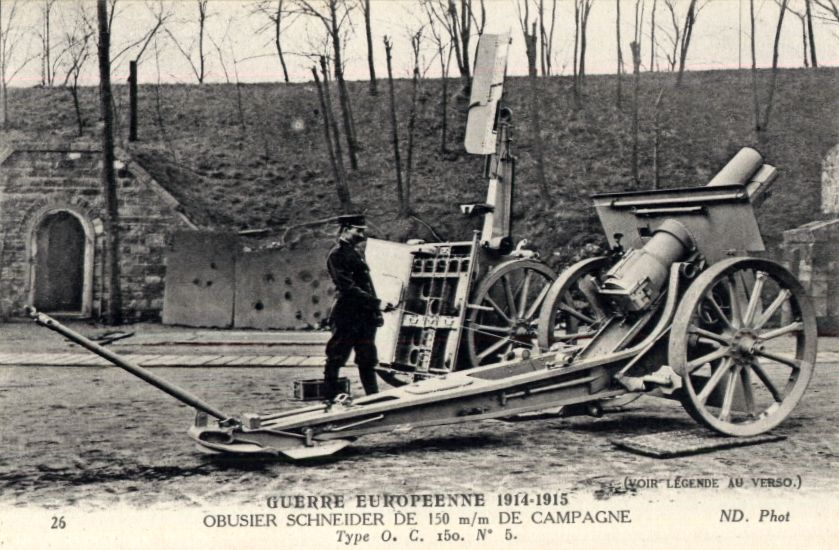
Obuzier

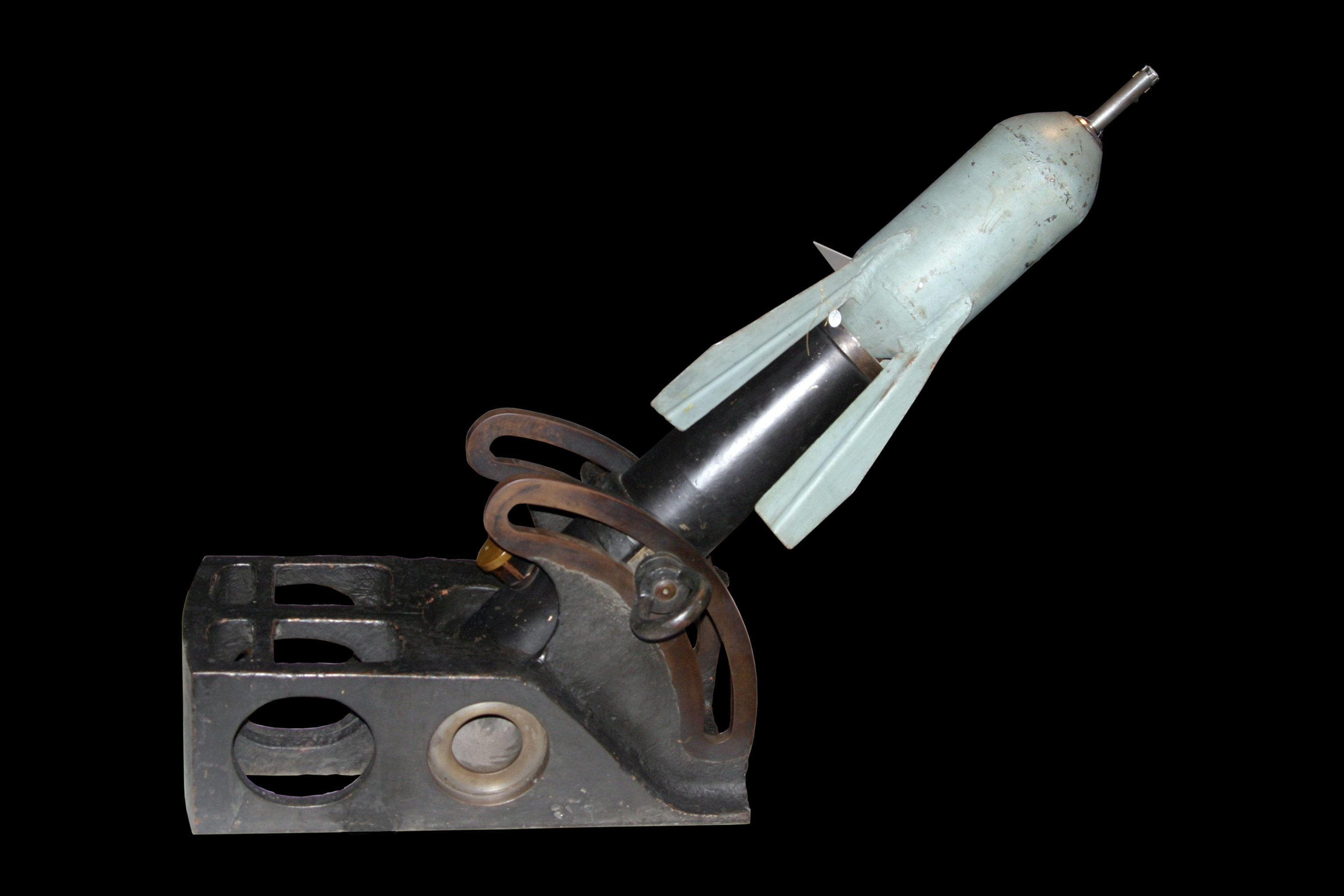
Mortier

Artileria de câmp este o categorie de artilerie mobilă, destinată în principal pentru distrugerea fortificațiilor pasagere și a forței vii adăpostite a inamicului pe câmpul de luptă. Misiunea sa principală era de a asigura sprijinul de foc al trupelor de infanterie în luptă. În această categorie intrau tunurile de câmp, obuzierele și mortierele.:p. 131